# تيري بيسلي
تيري بيسلي (بالإنجليزية: Terry Beasley)‏ هو لاعب كرة قدم أمريكية أمريكي، ولد في 5 فبراير 1950 في مونتغومري في الولايات المتحدة.

## وصلات خارجية
- تيري بيسلي على موقع مرجع كرة القدم المحترفة.كوم (الإنجليزية)